# Vată de zahăr

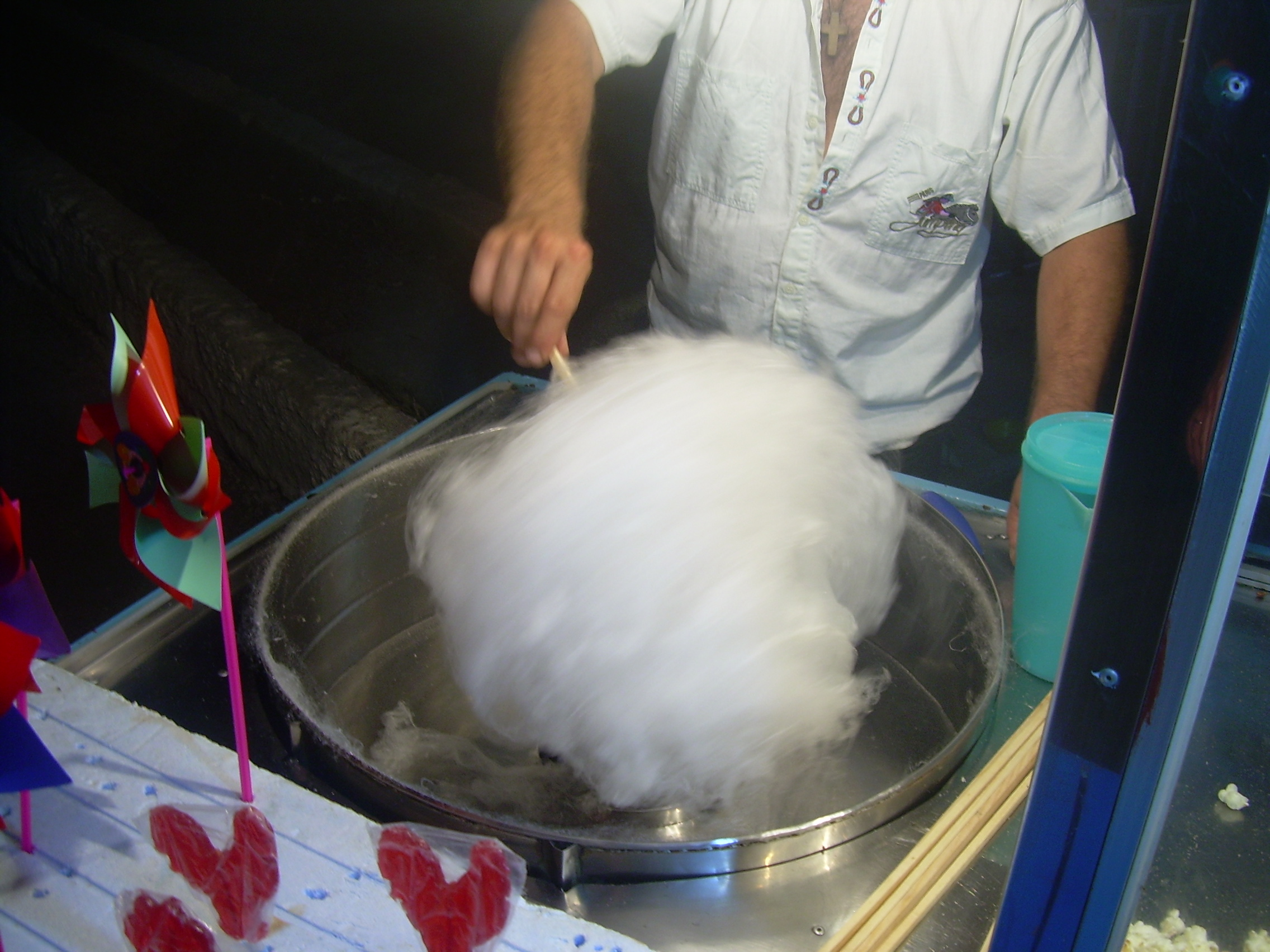

Vată de zahăr este un produs făcut din zahăr care arată precum vata.
Este făcută prin încălzirea și lichefierea zahărului după care prin învârtirea centrifugală prin găuri mici, prin care zahărul se răcește rapid și se solidifică în fire subțiri.

## Reflist
1. ↑  „Food Science: Cotton Candy”. Portageinc.com.